# Andilly (Charente Marittima)
Andilly è un comune francese di 2 005 abitanti situato nel dipartimento della Charente Marittima nella regione della Nuova Aquitania.

## Società

### Evoluzione demografica
Abitanti censiti